# شوجرلوف (فريق روك)
شوجرلوف (بالإنجليزية: Sugarloaf) فريق روك أمريكي نشأ تحت اسم «شيكولايت هيرChocolate Hair» في عام 1968، في دنفر، كولورادو. صعدت أغاني الفريق إلى قائمة أفضل 10 أغاني، مع أغنيتي: «السيدة ذات العيون الخضراء Green-Eyed Lady»، و«لا تتصل بنا، نحن سوف نتصل بك Don't Call Us, We'll Call You».

## ألبومات الفريق
- شوجرلوف (المركز 24 الولايات المتحدة) (Sugarloaf (1970[2]
- سفينة الفضاء الأرض (المركز 111 الولايات المتحدة) (Spaceship Earth (1971[3]
- عندي أغنية (I Got a Song (1973[4]
- لا تتصل بنا، نحن سوف نتصل بك (المركز 152 الولايات المتحدة) (Don't Call Us - We'll Call You (1975[5]

## الأغاني المنفردة
- السيدة ذات العيون الخضراء (المركز 3 في الولايات المتحدة، والمركز الأول في كندا، والمركز 53 في أستراليا) Green-Eyed Lady[6]
- اللسان في الخد (المركز 55 في الولايات المتحدة، والمركز 40 في كندا) Tongue in Cheek[7]
- نبيذ الطبيعة الأم (المركز 88 في الولايات المتحدة) Mother Nature's Wine[8]
- لا تتصل بنا، نحن سوف نتصل بك (المركز 9 في الولايات المتحدة، والمركز 5 في كندا، والمركز 97 في أستراليا) Don't Call Us, We'll Call You[9]
- النجوم في عينيها (المركز 87 في الولايات المتحدة) Stars in Her Eyes[10]
- عندي أغنية (المركز 110 في الولايات المتحدة) I Got a Song[11]

## وصلات خارجية
- Former member Bob Yeazel's web site with Sugarloaf photos & band history نسخة محفوظة 2 أكتوبر 2022 على موقع واي باك مشين.
- Classic Rock All Stars (Jerry Corbetta) *http://www.bobbypickett.net
- شوجرلوف (فريق روك) التسجيلات من ديسكاغز.كوم